# Sítina
Sítina (Juncus) je parafyletický rod jednoděložných rostlin z čeledi sítinovitých. Rozšířen je téměř kosmopolitně a je tvořen asi 300 druhy, z nich 22 roste v České republice.

## Výskyt
Vyskytují se nejvíce v mírném podnebném pásmu, mnohem vzácnější jsou v tropech. Hlavním centrem rozmanitosti druhů jsou západní oblasti Severní Ameriky, Středomoří, Čínsko-himálajská oblast, Dálný východ, Jižní Afrika a Austrálie.
Jsou to vlhkomilné rostliny rostoucí nejčastěji v mokřadech, na vlhkých pastvinách a březích vodních toků či nádrží. Některé za příhodných podmínek velmi rychle zarůstají své okolí, v České republice je např. naturalizovaný neofyt sítina tenká považována za invazní druh.

## Popis
Sítiny jsou jednoleté nebo vytrvalé, lysé byliny, rostou obvykle v trsech a svými úzkými listy a tenkými, rýhovanými stonky se podobají travám. Vyrůstají z kořene nebo plazivého oddenku, jehož rozrůstáním se též rozšiřují. Listy s úzkými a plochými čepelemi rostou z otevřených pochev, u některých druhů jsou jen listy bazální.
Na vrcholu lodyhy je terminální květenství, jeho listen ale roste směrem vzhůru a vrcholíkové, latnaté nebo hroznovité květenství přerůstá. Květy jsou převážně oboupohlavné a často jsou seskupovány do hustých klubek nebo kruželů. Květ má nejčastěji šest blanitých okvětních lístků ve dvou přeslenech, tři až šest tyčinek v jednom nebo dvou kruzích. Přisedlý tříplodolistový semeník je jedno neb třídílný a mívá čnělku s trojitou bliznou. Ve květech nejsou nektaria a bývají opylovány větrem, některé květy se samosprašují i bez otevření.

## Rozmnožování
Plod je vejčitá, jednodílná, nebo na tři díly podélně rozdělená, pukající tobolka. Obsahuje 20 až 120 elipsoidních semen hnědé barvy, která po namočení sliz]ovatí. Jsou roznášena větrem nebo odplavována vodou a protože jsou po navlhnutí lepkavá, i přilnutím k peří nebo srsti živočichů. Do blízkého okolí se šíří i prostým rozrůstáním trsů a odnožováním. Poměrně jednoduše je lze množit i jarním rozdělováním trsů.

## Význam
Ekonomický význam sítin není v současnosti velký. Jen řídce se lodyhy druhů Juncus acutus a Juncus rigidus používají k výrobě papíru, Juncus alpinus a Juncus roemerianus zase pro výrobu celulózy. U rukodělných výrobků se sítiny používalo pro vyplétaní sedáků židli a lavic i pro zhotovování rohoží.
Sítiny bývají vysazovány do ozdobných zahrad k jezírkům jako součást záhonů vlhkomilných rostlin, kterým nevadí kolísání vodní hladiny. Pokud rostou na sečených nebo spásaných loukách znehodnocují píci. Některé druhy, jako sítina žabí, jsou přímo považované za plevel.

## Taxonomie
V české přírodě rostou tyto druhy sítiny:
- sítina alpská (Juncus alpinoarticulatus Chaix)
- sítina cibulkatá (Juncus bulbosus L.)
- sítina článkovaná (Juncus articulatus L.)
- sítina drobounká (Juncus minutulus (Albert et Jahand.) Prain)
- sítina Gerardova (Juncus gerardii Loisel.)
- sítina klubkatá (Juncus conglomeratus L.)
- sítina kostrbatá (Juncus squarrosus L.)
- sítina kulatoplodá (Juncus sphaerocarpus Nees)
- sítina mečolistá (Juncus ensifolius Wikstr.)
- sítina niťovitá (Juncus filiformis L.)
- sítina ostrokvětá (Juncus acutiflorus Hoffm.)
- sítina rozkladitá (Juncus effusus L.)
- sítina rybniční (Juncus tenageia L. f.)
- sítina sivá (Juncus inflexus L.)
- sítina slanomilná (Juncus ranarius Songeon et E. P. Perrier)
- sítina slatinná (Juncus subnodulosus Schrank)
- sítina smáčknutá (Juncus compressus Jacq.)
- sítina strboulkatá (Juncus capitatus Weigel)
- sítina tenká (Juncus tenuis Willd.)
- sítina tmavá (Juncus atratus Krock.)
- sítina trojklaná (Juncus trifidus L.)
- sítina žabí (Juncus bufonius L.)

Dále se vyskytují i hybridy:
- Juncus ×brueggeri Domin (J. conglomeratus × J. effusus)
- Juncus ×buchenaui Dörfl. (J. alpinoarticulatus × J. articulatus)
- Juncus ×diffusus Hoppe (J. effusus × J. inflexus)
- Juncus ×montserratensis Marcet (J. acutiflorus × J. articulatus)
- Juncus ×ruhmeri Asch. et Graeb. (J. conglomeratus × J. inflexus).[2]